# Pauxi koepckeae
Il crace di Koepcke (Pauxi koepckeae Weske et Terborgh, 1971) è un uccello galliforme della famiglia dei Cracidi, endemico del Perù.